# پربن فان هکه
پربن فان هکه (اسپانیایی: Preben Van Hecke‎؛ زادهٔ ۹ ژوئیهٔ ۱۹۸۲) دوچرخه‌سوار اهل بلژیک است.
از باشگاه‌هایی که در آن رکاب زده‌است می‌توان به اسپورت فلاندر-بالوزه اشاره کرد.